# Виллман 1
Виллман 1 — карликовая галактика крайне низкой светимости или звёздное скопление. Она названа в честь Бета Виллмана из Хаверфордского колледжа, ведущего автора исследования, основанного на данных, полученных Слоановским цифровым обзором неба. Она является спутником Млечного Пути и располагается на расстоянии ~120.000 световых лет от Земли. Виллман 1 имеет эллиптическую форму с радиусом около 25 пк. Его скорость относительно Солнечной системы примерно −13 км/с.
С 2011 года это вероятно вторая по тусклости известная галактика, после Segue 1; светимость данной галактики составляет меньше одной десятимиллионной светимости Млечного Пути. Она имеет абсолютную звёздную величину −2.7 ± 0.7. Наблюдения показывают, что её масса составляет около 0,4 миллиона солнечных масс, что означает, что отношение масса-светимость составляет около 800. Большое значение отношения означает, что в Виллмане 1 доминирует тёмная материя. Трудно, однако, оценить массу таких тусклых объектов, потому что любая оценка массы основана на скрытом предположении, что объект гравитационно связан, которое не может быть правдой, если объект находится в процессе разрушения.
Звёздное население Виллмана 1 состоит в основном из старых звёзд, сформированных больше 10 миллиардов лет назад. Металличность этих звёзд также находится на очень низком уровне [Fe/H] ≈ −2.1, что означает, что они содержат в 110 раз меньше тяжёлых элементов, чем Солнце.